# Catherine Beauchemin-Pinard

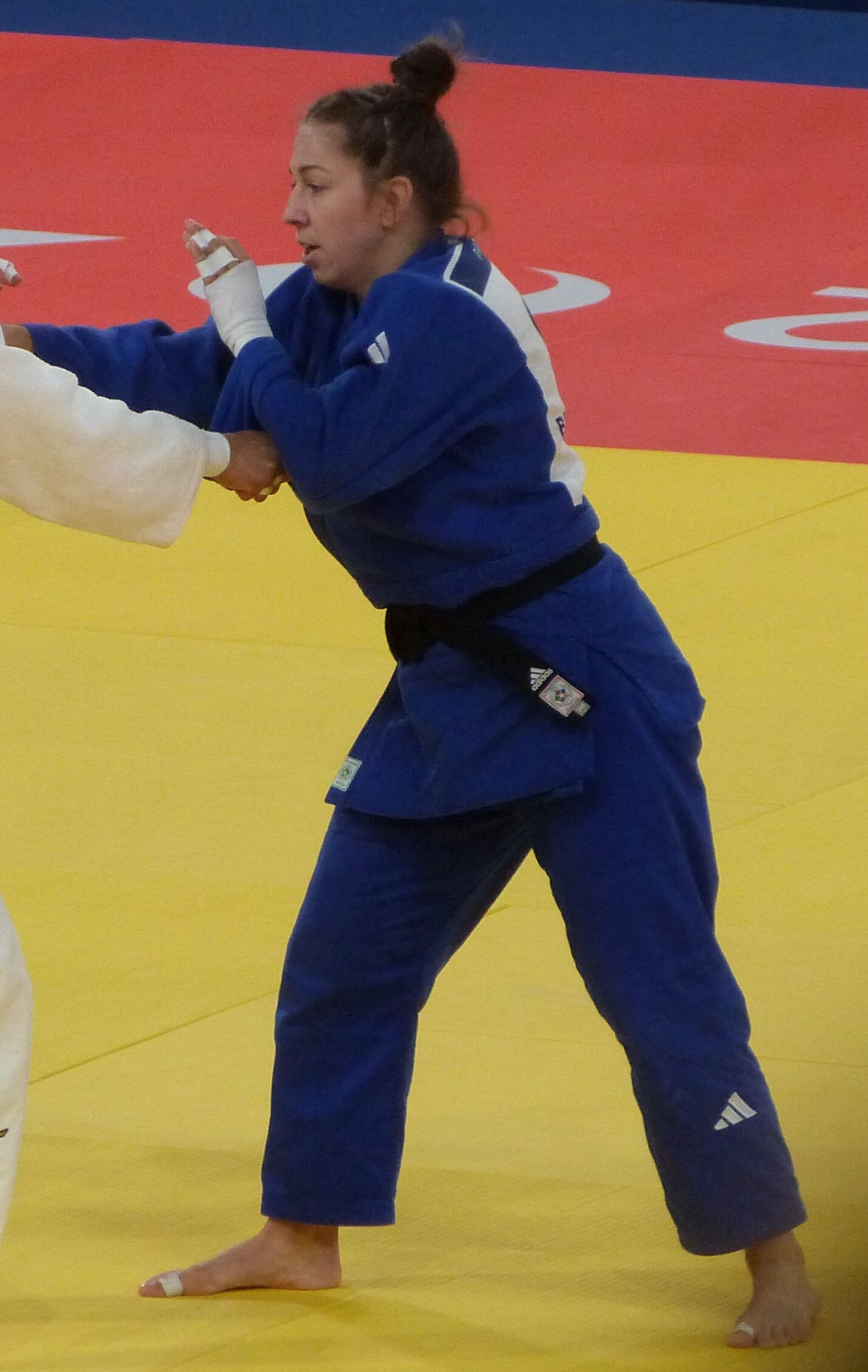
Catherine Beauchemin-Pinard (2024)

Catherine Beauchemin-Pinard (* 26. Juni 1994 in Montreal) ist eine kanadische Judoka. Sie war Zweite bei den Panamerikanischen Spielen 2015 und Olympiadritte 2021.

## Sportliche Karriere
Catherine Beauchemin-Pinard war 2013 im Leichtgewicht, 2017 im Halbmittelgewicht und 2019 im Mittelgewicht kanadische Meisterin.
International trat sie bis 2016 im Leichtgewicht an, der Gewichtsklasse bis 57 Kilogramm. 2013 war sie Zweite der Juniorenweltmeisterschaften, 2014 gewann sie Bronze. Ebenfalls 2014 gewann sie das Grand-Slam-Turnier in Tjumen. 2015 belegte sie den dritten Platz bei den panamerikanischen Meisterschaften in Edmonton. Bei den Panamerikanischen Spielen 2015 in Toronto besiegte sie im Halbfinale Rafaela Silva aus Brasilien, im Finale unterlag sie Marti Malloy aus den Vereinigten Staaten. Anderthalb Monate später traf sie im Viertelfinale der Weltmeisterschaften 2015 in Astana erneut auf Malloy und diesmal gewann die Kanadierin. Nach Niederlagen gegen die Rumänin Corina Căprioriu im Halbfinale und die Mongolin Dordschsürengiin Sumjaa im Kampf um Bronze belegte Catherine Beauchemin-Pinard den fünften Platz. Im April 2016 unterlag sie im Finale der panamerikanischen Meisterschaften Marti Malloy. Bei den Olympischen Spielen 2016 in Rio de Janeiro unterlag sie in ihrem Auftaktkampf der Ungarin Hedvig Karakas. 2017 besiegte sie Marti Malloy im Halbfinale der panamerikanischen Meisterschaften, verlor aber im Finale gegen ihre Landsfrau Jessica Klimkait. Bei den Weltmeisterschaften 2017 schied sie im Achtelfinale gegen Telma Monteiro aus Portugal aus.
Im Oktober 2017 wechselte Catherine Beauchemin-Pinard endgültig ins Halbmittelgewicht, die Gewichtsklasse bis 63 Kilogramm. Bei den panamerikanischen Meisterschaften 2018 verlor sie im Finale gegen die Kubanerin Maylin Del Toro. Ein Jahr später trafen die beiden erneut im Finale aufeinander und diesmal gewann Catherine Beauchemin-Pinard. 2021 siegte sie beim Grand-Slam-Turnier in Tiflis und gewann ihren zweiten Grand-Slam-Titel fast sieben Jahre nach ihrem ersten Sieg in Tjumen. Bei den Olympischen Spielen in Tokio gewann sie im Viertelfinale gegen die Brasilianerin Ketleyn Quadros. Nach ihrer Halbfinalniederlage gegen die Französin Clarisse Agbegnenou besiegte sie im Kampf um Bronze die Venezolanerin Anriquelis Barrios.
Bei den Commonwealth Games 2022 in Birmingham erreichte Beauchemin-Pinard das Finale und gewann den Titel gegen die Engländerin Gemma Howell. Bei den Weltmeisterschaften 2022 in Taschkent unterlag sie im Finale gegen die Japanerin Megumi Horikawa. 2024 wurde sie Siebte bei den Olympischen Spielen in Paris.